# ほほ笑みチャンネル
『ほほ笑みチャンネル』（ほほえみチャンネル）は、2013年4月6日から2016年3月26日まで長野放送で放送されていた情報番組。基本的に生放送ではなく放送する週の水曜日に収録を行っていた。

## 放送時間
- 土曜日 9:55 - 10:40 （2013年4月6日 - 2013年9月28日）
- 土曜日 9:55 - 10:55 （2013年10月5日 - 放送終了） - それまで番組終了後の10:45から放送されていた『ウチくる!?』は日曜12時台へ移動したが1年半で打ち切りとなった。（フジテレビと同時ネットで放送された）。

## 出演者
- 西方沙和子(元NBSアナウンサー)
- こてつ（長野県住みます芸人）
- 佐々木秀実（上田市出身シャンソン歌手）-コンサートの関係で出演しない回もあり。
- coba（松代町出身アコーディオニスト）-2014年からパパ役として不定期で登場。
- 小宮山瑞季（NBSアナウンサー）

## 過去の出演者
- 小野英美（元NBSアナウンサー）(2013年4月6日-2015年9月26日)

## 主なコーナー
- さわやか旅
- こてつの行ってみました
- 映画情報
- NBSおすすめ番組の紹介
- プレゼントコーナー - 同局土曜夕方の『土曜はこれダネッ!』と同じく、番組ラストにフリップでキーワードを発表する。

## スペシャル
- 2013年最後の放送では『ほほ笑みチャンネル　年末スペシャル』と題し、12月28日9:55-11:45に放送。通常よりも50分拡大して放送された。
- 2014年4月12日の放送は20分拡大で放送され、パパ役のcobaも出演。（前週の4月5日はサッカー中継の都合上10:00-10:45の短縮版で放送。）

| 長野放送 土曜日9:55 - 10:40                                                                                             | 長野放送 土曜日9:55 - 10:40 | 長野放送 土曜日9:55 - 10:40                                                                                       |
| 前番組 | 番組名                      | 次番組 |
| --- | --------------------------- | --- |
| 雨上がり食楽部 （関西テレビ制作、9:55 - 10:25） ※日曜14:30 - 15:00に移動秋山莉奈の素敵にトラベり〜な! （10:25 - 10:40） | ほほ笑みチャンネル          | ライオンのグータッチ (フジテレビ制作、9:55 -10:25) 週刊ながのスポーツ! (10:25 - 10:45) ※土曜10:55 - 11:25から移動 |
| 長野放送 土曜日10:40 - 10:55                                                                                            |                             | |
| テレショップ （10:40 - 10:45） ※10:55 - 11:00に繰り下げウチくる!? （10:45 - 11:45） ※日曜12:00 - 13:00に移動            | ほほ笑みチャンネル          | PUSH★ (10:45 - 11:15)                                                                                             |